# Палмайра (Миссури)
Палмайра (англ. Palmyra) — город в штате Миссури в США, административный центр округа Марион. По переписи 2010 года население города — 3595 человек.

## История
Палмайра основана в 1818 году, стала центром округа в 1827 году. Город назван в честь древнего города Пальмира в Сирии.
18 октября 1862 года во время Гражданской войны в США в Палмайре десять военнопленных Армии Конфедеративных Штатов были казнены в отместку за похищение местного сторонника Союза Эндрю Алсмана по приказу полковника Джона Макнила (1813—1891).
В Палмайре родилась актриса Джейн Дарвелл (1879—1967), получившая премию «Оскар» за фильм «Гроздья гнева».

## Транспорт
Палмайра соединена шоссе US 61 и US 24 с магистралью I-72, которая проходит в 11 км южнее.
Ежедневно из Куинси в Чикаго по железной дороге BNSF Railway ходят поезда Amtrak.